# Campeonato Regional de Asturias
El Campeonato Regional de Asturias fue una competición oficial de fútbol a nivel regional que disputaron desde 1916 los clubes adscritos a la Federación Asturiana, quien asumió su organización para formalizar y estructurar el fútbol en dicha región. El estamento, establecido en 1915 como Federación Regional Cantábrica de Clubes de Foot-ball, adhirió a los clubes santanderinos de la Federación Regional del Norte, al no existir otro estamento federativo, hasta que en 1918 pasa a ser regidora en exclusiva del fútbol astur como Federación Asturiana.
Desde su edición inicial el campeón de primera categoría era el representante de la región en el Campeonato de España. En la temporada 1931-32 se disputó de forma conjunta con el Campeonato Cántabro y recibió el nombre de Campeonato Regional Astur-Cántabro; mientras que posteriormente se disputó un campeonato con equipos asturianos y gallegos, el Campeonato Superregional Astur-Gallego, situado jerárquicamente por encima de los campeonatos de  Galicia y Asturias, llevándose a cabo dos ediciones en 1934-35 (de forma separada a consecuencia de la Revolución de 1934) y 1935-36. Estos cambios fueron debidos a la reestructuración de los distintos campeonatos regionales para paliar un creciente declive, primero en forma de «Mancomunados»  y después de  «Superregionales», efectos escalonadamente a partir 1934.
Estuvo vigente hasta su desaparición en 1940, con la práctica totalidad de los torneos regionales, debido a la importancia que ya poseían las dos competiciones de índole nacional: el Campeonato de España y el Campeonato Nacional de Liga (establecido en 1928).

## Historia
En 1915 se fundó la Federación Cantábrica de Fútbol —que cambió su nombre por Federación Asturiana en 1918— y uno de sus primeros objetivos fue la creación de un campeonato regional, para que Asturias pudiese estar representada en el Campeonato de España.
La primera edición, disputada a finales de 1916, agrupó a los clubes inscritos en tres categorías. En la máxima categoría quedaron encuadrados el Real Sporting de Gijón y el Stadium Avilesino, que debían jugarse el campeonato en una final a doble partido. Sin embargo, el equipo de Avilés decidió retirarse a causa de las bajas en su plantilla, y la Federación designó al Sporting como representante en el campeonato nacional.
En la siguiente temporada, el Sporting fue proclamado campeón nuevamente después que ningún otro club se inscribiese para disputarle el campeonato asturiano de la primera categoría.
El tercer campeonato también estuvo marcado por los abandonos de varios equipos, aunque finalmente dos clubes gijoneses disputaron el torneo: Sporting y Unión Deportiva-Racing. Los partidos se jugaron en el estadio El Molinón.
Para la temporada 1919/20 la primera categoría del Campeonato Regional de Asturias contó con la participación de varios clubes de toda región: dos ovetenses, Real Stadium Club Ovetense y Real Club Deportivo Oviedo, y tres gijoneses, Unión Deportiva Racing, Club Hispania y Real Sporting, que de nuevo se proclamó campeón.
La hegemonía sportinguista se mantuvo hasta la temporada 1924/25, en la que el Stadium Ovetense —precursor del Real Oviedo— se proclamó campeón.
En la temporada 1931/32 Asturias y Cantabria unificaron sus campeonatos en el llamado Campeonato Astur-Cántabro, en el que un equipo asturiano, el Oviedo F. C., se proclamó campeón.
La siguiente temporada el Campeonato Regional de Asturias volvió a recuperar su independencia. Se inició una época de hegemonía del Oviedo, que logró tres títulos consecutivos.
La campaña 1935/36 de nuevo se produjo una fusión, esta vez entre el campeonato asturiano y el de Galicia, el llamado Campeonato Astur-Gallego, que fue también conquistado por el Oviedo.
Después de tres años de parón deportivo a causa de la guerra civil española, en la temporada 1939/40 se retomaron los campeonatos regionales y ese año fue campeón el Sporting de Gijón ante la ausencia del Real Oviedo, que se mantuvo un año fuera de los terrenos de juego debido a la reconstrucción del Estadio de Buenavista, destruido en la Guerra.
A partir de 1940 la remodelación y ampliación de la Liga puso fin a la disputa de los campeonatos regionales.

## Palmarés

### Historial
| Temporada | Campeón                                           |
| --------- | ------------------------------------------------- |
| 1916-17   | Real Sporting de Gijón                            |
| 1917-18   | Real Sporting de Gijón                            |
| 1918-19   | Real Sporting de Gijón                            |
| 1919-20   | Real Sporting de Gijón                            |
| 1920-21   | Real Sporting de Gijón                            |
| 1921-22   | Real Sporting de Gijón                            |
| 1922-23   | Real Sporting de Gijón                            |
| 1923-24   | Real Sporting de Gijón                            |
| 1924-25   | Real Stadium Club Ovetense                        |
| 1925-26   | Real Sporting Gijón                               |
| 1926-27   | Real Sporting Gijón                               |
| 1927-28   | Real Oviedo                                       |
| 1928-29   | Real Oviedo                                       |
| 1929-30   | Real Sporting Gijón                               |
| 1930-31   | Real Sporting Gijón                               |
| 1931-32   | Oviedo F. C. (Campeonato Astur-Cántabro)          |
| 1932-33   | Oviedo F. C.                                      |
| 1933-34   | Oviedo F. C.                                      |
| 1934-35   | Oviedo F. C.                                      |
| 1935-36   | Oviedo F. C. (Campeonato Astur-Gallego)           |
| 1936-39   | No se disputó a causa de la guerra civil española |
| 1939-40   | Real Gijón                                        |

### Títulos por clubes
| Club                                                            | Campeonatos |
| --------------------------------------------------------------- | ----------- |
| Real Sporting de Gijón                                          | 13          |
| Real Oviedo (incluye Campeonato Astur-Gallego y Astur-Cántabro) | 7           |
| Real Stadium Club Ovetense                                      | 1           |